# Palača Dragišić u Splitu
Palača Dragišić (De Caris) je palača u Splitu,  u Hrvatskoj. Nalazi se na adresi Cosmijeva ulica 1.
Palača datira iz 13. stoljeća i izvorni djelovi su romanički. Pregradnje iz 15. stoljeća su gotičke i renesansne. Slijedile su i nove preinake. Palaču je hrvatski književnik i kanonik Juraj Dragišić (De Caris), iz poljičke plemićke obitelji Dragišića, preoblikovao u baroknom slogu, čuvajući ranije povijesne slojeve. Znatne preinake palača je doživjela u 19. stoljeću. Obiteljski je grb iznad nekadašnjeg dvorišnog portala baroknog sloga. Prozori na nekadašnjem dvorišnom pročelju su gotički.

## Vanjske poveznice
|  | Zajednički poslužitelj ima još gradiva o temi Dragišić Palace |